# Revolver (groupe français)
Pour les articles homonymes, voir Revolver (homonymie).
Revolver est un groupe de pop rock français, originaire de Paris. Formé en 2006, il est composé d'Ambroise Willaume (chant, guitare), Christophe Musset (guitare, chant) et Jérémie Arcache (violoncelle, chant). Le groupe est surtout réputé pour ses recherches poussées sur les harmonies vocales, bien audibles sur chacune de leurs chansons.

## Biographie

### Formation et débuts
Ambroise Willaume et Christophe Musset se rencontrent au collège et commencent à faire de la musique ensemble en 2002. Christophe apprend à jouer de la guitare à Ambroise. Ils effectuent leurs premiers concerts en 2004 dans des bars parisiens ; les deux musiciens jouent alors principalement des reprises ; ils écrivent leurs propres chansons à partir de 2005. Le nom du groupe, choisi en 2006, fait référence à un poster des « Revolver Sessions » des Beatles qu'Ambroise avait dans sa chambre.
En octobre de la même année, ils sont rejoints par Jérémie Arcache qu'Ambroise a rencontré douze ans plus tôt (ils étaient alors âgés de six et sept ans) à la maîtrise de Notre-Dame de Paris. Ils chantaient ensemble dans les chœurs de la Maîtrise Notre-Dame de Paris. Jérémie, a durant toutes ces années, persévéré dans le classique, il a étudié le chant lyrique et le violoncelle alors que les parents d’Ambroise n'ont pas souhaité que leur fils continue à faire de la musique. « La Maitrise est une école de musique liée à la Cathédrale Notre-Dame de Paris. Les enfants sont à l’école le matin puis l’après midi apprennent le chant, le piano, le solfège. C’est une formation très complète englobant plus de dix siècles de musique ! On y travaillait des œuvres en chœur pour les chanter soit à la messe soit en concert à Notre-Dame ! » Revolver devient ainsi un trio et commence à se spécialiser dans le travail des harmonies vocales.
En parallèle d’études de cinéma pour Christophe et d’architecture pour Ambroise, le groupe Revolver tente de se faire connaître. Revolver donne même son premier concert, le 3 décembre 2006, devant près de trente personnes lors du goûter d’anniversaire d’un ami. À la fin 2006, ils enregistrent chez eux leurs premières chansons et posent les bases de ce qu'ils appelleront la « pop de chambre ». Ils sont rapidement contactés sur Myspace par le label Delabel/EMI et signent un contrat avec cette maison de disque en septembre 2007.
Un premier EP, Pop de chambre, enregistré avec Robin Leduc, sort le 26 mai 2008 sous le label Delabel/EMI. Pour l'occasion, le trio habituel de Revolver est accompagné de Robin Leduc à la batterie et François Frémeau à la trompette. Lors de ses premiers concerts, Revolver se fait remarquer par l'intimité que les trois musiciens arrivent à créer, jouant la plupart du temps sans micro ni ampli dans des endroits atypiques (salons d'appartements, jardins publics, squares, chambres d'hôtels, etc.)

### Music for a While
Enregistré à Paris à l'automne 2008, le premier album de Revolver est réalisé par Julien Delfaud qui les encourage à intégrer la batterie à leur musique et leur présente le batteur Maxime Garoute. Sorti le 1er juin 2009, Music for a While rencontre rapidement un grand succès, tant public que critique, se vendant à près de 100 000 exemplaires et permettant au groupe d'être nommé pour les Victoires de la musique 2010 dans les catégories « Album révélation » et « Révélation scène ». Une tournée de plus de cent-cinquante concerts les amène à jouer dans toute l'Europe (Royaume-Uni, France, Suisse, Belgique, Allemagne).
Music for a While sort en Amérique du Nord le 24 août 2010 chez le label Astralwerks, permettant au groupe d'effectuer plusieurs tournées à travers les États-Unis et le Canada en octobre 2010, mars et octobre 2011.
Le 22 février 2011, ils sortent un EP acoustique, Parallel Lives. 
Revolver retourne en studio dès mai 2011 pour l'enregistrement d'un deuxième album à Paris, toujours sous la direction de Julien Delfaud. Pour cet album, Revolver est accompagné du bassiste Pino Palladino (The Who, Simon et Garfunkel, D'Angelo) et toujours de Maxime Garoute à la batterie. 
Le 12 décembre 2011, le groupe sort en numérique, Wind Song, le troisième EP. 
Revolver enregistre avec la chanteuse et pianiste Cœur de pirate une reprise des Bee Gees, How deep is your love, le 18 janvier 2012 dans l'émission de télévision Taratata.

### Let Go

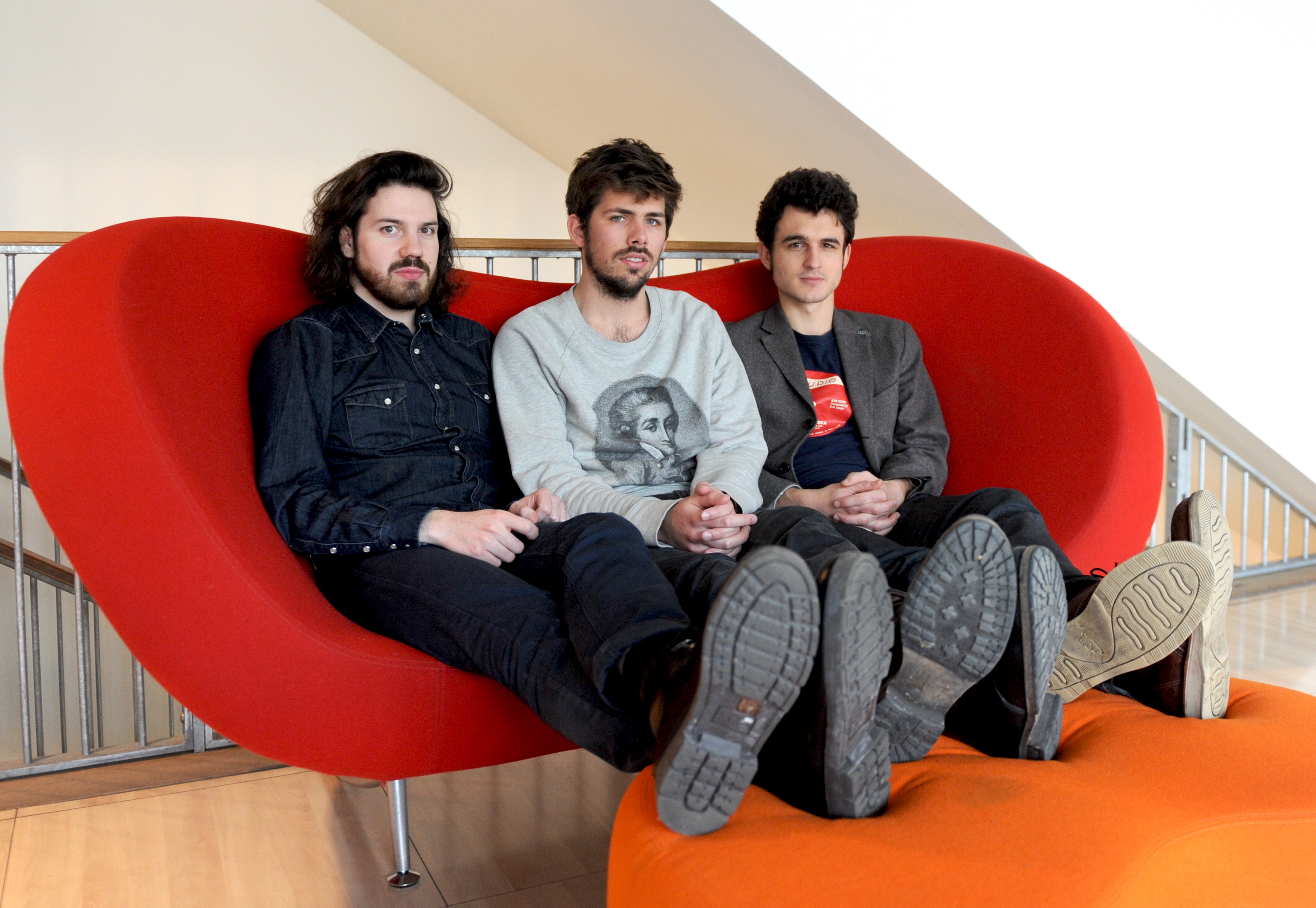
Le groupe Revolver, le 07 mars 2012 à Paris.

Le 12 mars 2012 sort leur deuxième album, Let Go, écrit en grande partie sur les routes durant la tournée de Music for a While. Le 24 septembre 2012, la réédition de Let Go est accompagnée d'un CD bonus, Let Go (Home sessions), qui reprend la totalité des chansons revisitées en versions alternatives. 
À l'issue du concert à l'Olympia, le 25 octobre 2012, Maxime Garoute (batterie) et Mike Clinton (basse) quittent le groupe. Ils sont désormais accompagnés par Elise Blanchard à la basse (qui a notamment travaillé avec Matthieu Chedid et joue actuellement avec Mélissa Laveaux) et Nicolas Musset, le frère de Christophe, à la batterie.
Revolver travaille plus tard à la bande originale du film Comme des frères de Hugo Gélin sorti le 21 novembre 2012. La bande originale du film est sortie le 12 novembre 2012. Une version de Wind Song par le St. John's International School est utilisée dans le film les Gamins d'Anthony Marciano sorti le 17 avril 2013.

## Projets parallèles

### La Chambre
Parallèlement à Revolver, Ambroise Willaume se lance dans un projet solo appelé La Chambre. En concert, il est accompagné d’Élise Blanchard à la basse, et de Nicolas Musset à la batterie.

### Sage

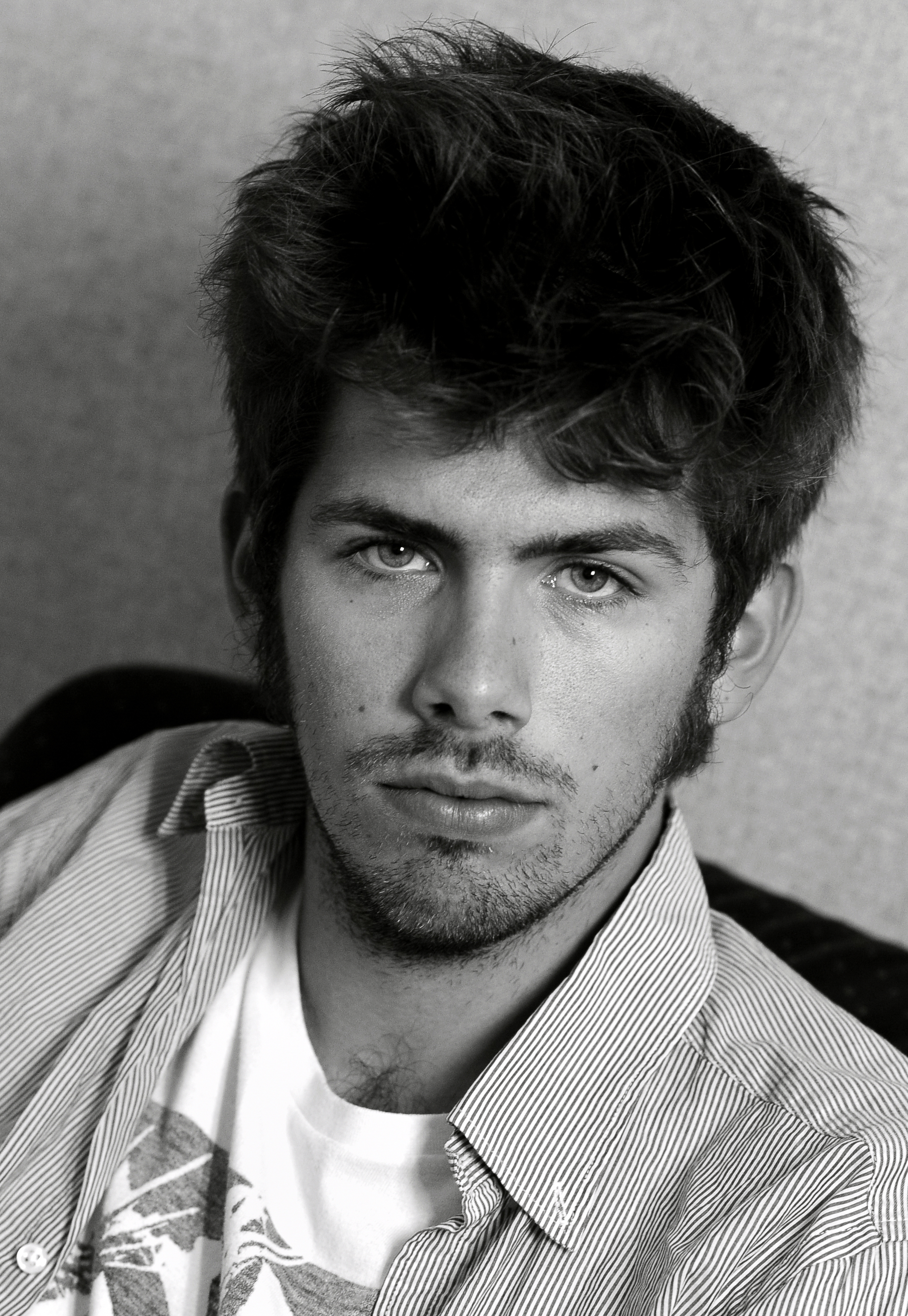
Ambroise Willaume. 2010.

En 2014, après s'être fait voler toutes ses guitares, Ambroise abandonne le projet La Chambre, et il s'installe alors seul au piano pour développer un tout nouveau répertoire. De ce nouveau projet solo, Sage, est issu un premier EP, In Between publié le lundi 27 octobre 2014. Son premier album éponyme sort le 11 mars 2016. Ambroise, à la production de son album a été aidé par Benjamin Lebeau de The Shoes qui apporte une touche électro assez moderne aux compositions plutôt intimistes d'Ambroise. En parallèle, Ambroise accompagne le groupe The Shoes sur scène.
Le nom de Sage vient du mot sagittaire parce que c'est le signe d'Ambroise qui est né au mois de décembre. Sur scène Ambroise est accompagné par Antoine Boistelle et Victor Le Masne aux batteries (l'une acoustique et l'autre électronique), de l'ensemble Code composé de Maria Mosconi, Alice Bourlier, Camille Borsarello et Barbara Leliepvre aux violons, alto et violoncelle. On peut apercevoir une affiche de Sage issue de l'EP In Between dans le film Quand on a 17 ans d'André Téchiné. Elle est au mur de la chambre de Damien interprété par Kacey Mottet Klein.
Depuis 2014, l'artiste collabore avec Clara Luciani notamment à la production et à la composition des chansons de cette dernière.
En 2019, Sage retravaille avec Hugo Gélin en réalisant la bande originale du film Mon inconnue.

### Code
À la fin de mai 2013, Jérémie Arcache se lance dans un nouveau projet, il crée un ensemble ou plutôt un collectif artistique, un orchestre plus ou moins classique, auquel il donne le nom de Code.

### Mon frère et moi
En parallèle de Code, Jérémie crée un duo appelé Mon frère et moi avec son frère Quentin Arcache. Ils sont tous les deux chanteurs et compositeurs de ce projet pop en français. Quentin et Jérémie commencent à composer des chansons ensemble en 2014. En 2012, Quentin découvre la basse et décide par la suite de se consacrer à la musique, arrêtant ainsi ses études de chimie. C'est lors d’un déjeuner en famille, qu'ils créent leur première chanson en français qui signe le point de départ de cette belle aventure. Sur scène, ils sont parfois accompagnés de Nicolas Musset à la batterie. Courant 2017, il se produisent plusieurs fois lors des soirées Klaxon organisées par les Trois Baudets.

### Christophe Musset
À la fin de 2012, Christophe décide de prendre du recul, il part au Canada où il devient apprenti-charpentier puis il revient en France, au Pays basque où il devient libraire. Après ces deux années sabbatiques, il renoue avec la musique et se lance à son tour dans un projet solo, il compose de nouvelles chansons, cette fois-ci en français, ne cachant pas son admiration pour Dominique A ou Jean-Jacques Goldman. À la fin de 2014, il donne ses premiers concerts en solo.
En 2019, il sort son premier EP, Orion, sous le nom de Musset.

## Discographie

### Singles
- 2009 : Get Around Town
- 2010 : Balulalow
- 2010 : Leave Me Alone
- 2011 : Wind Song
- 2012 : Let's get together
- 2013 : Still